# Liste der Biografien/Toi
Liste der Biografien |
Portal Biografien |
Personensuche
# |
A |
B |
C |
D |
E |
F |
G |
H |
I |
J |
K |
L |
M |
N |
O |
P |
Q |
R |
S |
T |
U |
V |
W |
X |
Y |
Z |
?
 
Ta |
Tc |
Te |
Tf |
Tg |
Th |
Ti |
Tj |
Tk |
Tl |
Tm |
To |
Tq |
Tr |
Ts |
Tu |
Tv |
Tw |
Tx |
Ty |
Tz
 
Toa |
Tob |
Toc |
Tod |
Toe |
Tof |
Tog |
Toh |
Toi |
Toj |
Tok |
Tol |
Tom |
Ton |
Too |
Top |
Toq |
Tor |
Tos |
Tot |
Tou |
Tov |
Tow |
Tox |
Toy |
Toz
Die Liste der Biografien führt alle Personen auf, die in der deutschsprachigen Wikipedia einen Artikel haben. Dieses ist eine Teilliste mit 56 Einträgen von Personen, deren Namen mit den Buchstaben „Toi“ beginnt.

## Toi
- Toi, König von Hamath
- Toi, Mutsuo (1917–1938), japanischer Amokläufer
- Toi, Roman (1916–2018), estnischer Komponist
- Toi8 (* 1976), japanischer Künstler

### Toia
- Toia, Donny (* 1992), US-amerikanischer Fußballspieler
- Toia, Patrizia (* 1950), italienische Politikerin, Mitglied der Camera dei deputati, MdEP

### Toib
- Tóibín, Colm (* 1955), irischer Schriftsteller, Journalist und LiteraturkritikerColm Tóibín (* 1955)

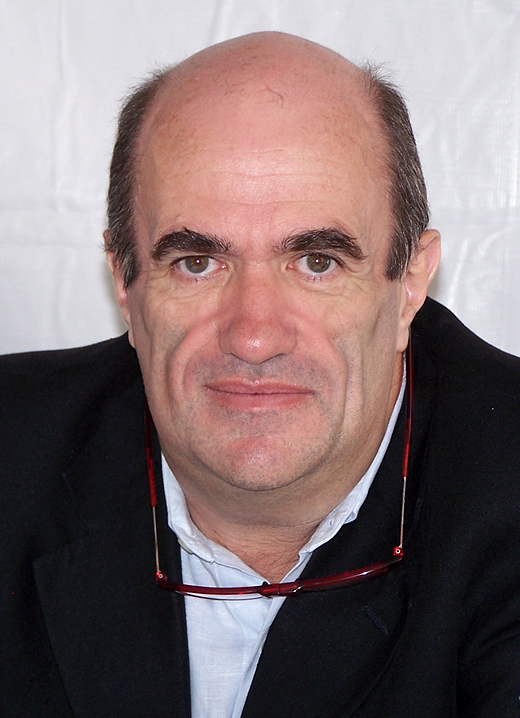
Colm Tóibín (* 1955)

- Tóibín, Niall (1929–2019), irischer Komödiant und Schauspieler
- Tóibín, Peadar (* 1974), irischer Politiker

### Toid
- Toidse, Irakli Moissejewitsch (1902–1985), georgischer Maler und Grafiker

### Toif
- Toifl, Inge (* 1934), österreichische Schauspielerin bei Bühne und Film
- Toifl, Othmar (1898–1934), österreichischer Gestapobeamter
- Toifl-Campregher, Sonja (* 1959), österreichische Politikerin (SPÖ), Abgeordnete zum Nationalrat

### Toig
- Toïgo, Carole (* 1971), französische Skibergsteigerin

### Toik
- Toikka, Markku (* 1955), finnischer Schauspieler, Komiker, Drehbuchautor und Synchronsprecher
- Toikka, Oiva (1931–2019), finnischer Designer
- Toikka, Valmari (1902–1990), finnischer Skilangläufer

### Toil
- Toilolo, Levine (* 1991), US-amerikanischer American-Football-Spieler
- Toilolo, Salatupemasina (* 2000), amerikanisch-samoanische Beachhandballspielerin

### Toim
- Toimil, María Belén (* 1994), spanische Kugelstoßerin

### Toin
- Toindouba, Guy (* 1988), kamerunischer Fußballspieler
- Tointon, Hannah (* 1987), britische Schauspielerin

### Tois
- Tois, Emmanuel (* 1965), französischer römisch-katholischer Geistlicher, Weihbischof in Paris

### Toit
- Toit, Alexander Du (1878–1948), südafrikanischer Geologe
- Toit, David S. Du (* 1961), südafrikanischer reformierter Theologe und Neutestamentler
- Toit, Jakob Daniël du (1877–1953), südafrikanischer Geistlicher und Dichter
- Toit, Maranelle du (* 1978), südafrikanische Leichtathletin
- Toit, Natalie du (* 1984), südafrikanische Schwimmerin, Behindertensportlerin
- Toit, Simoné du (* 1988), südafrikanische Leichtathletin
- Toit, Stephanus Jacobus du (1847–1911), südafrikanischer Geistlicher, Vorreiter des Afrikaans
- Toit, Yolandi du (* 1985), südafrikanische Radrennfahrerin
- Toita, Yasuji (1915–1993), japanischer Schauspielkritiker, Schriftsteller und Essayist

### Toiv
- Toiv, Luvsandorjiyn (1915–1970), mongolischer Politiker
- Toivakka, Lenita (* 1961), finnische Politikerin
- Toivanen, Ahti (* 1990), finnischer Biathlet
- Toivanen, Heikki (1948–2006), finnischer Opernsänger (Bass)
- Toivanen, Joona (* 1981), finnischer Jazzmusiker (Piano, Komposition)
- Toivanen, Laura (* 1988), finnische Biathletin
- Toivanen, Pekka (* 1961), finnischer Jazzmusiker
- Toivanen, Reetta (* 1969), finnische Sozialwissenschaftlerin und Hochschullehrerin
- Toivio, Joona (* 1988), finnischer Fußballspieler
- Toivo ya Toivo, Andimba (1924–2017), namibischer Menschen- und Bürgerrechtler
- Toivola, Aleksanteri (1893–1987), finnischer Ringer
- Toivola, Jani (* 1977), finnischer Schauspieler und Politiker (Grüner Bund)
- Toivola, Lassi (1931–2022), finnischer Ringkampfschiedsrichter
- Toivonen, Armas (1899–1973), finnischer Marathonläufer
- Toivonen, Hannu (* 1984), finnischer Eishockeytorwart
- Toivonen, Harri (* 1960), finnischer Autorennfahrer
- Toivonen, Henri (1956–1986), finnischer Rallyefahrer
- Toivonen, Kalervo (1913–2006), finnischer Speerwerfer
- Toivonen, Markus (* 1979), finnischer MusikerMarkus Toivonen (* 1979)

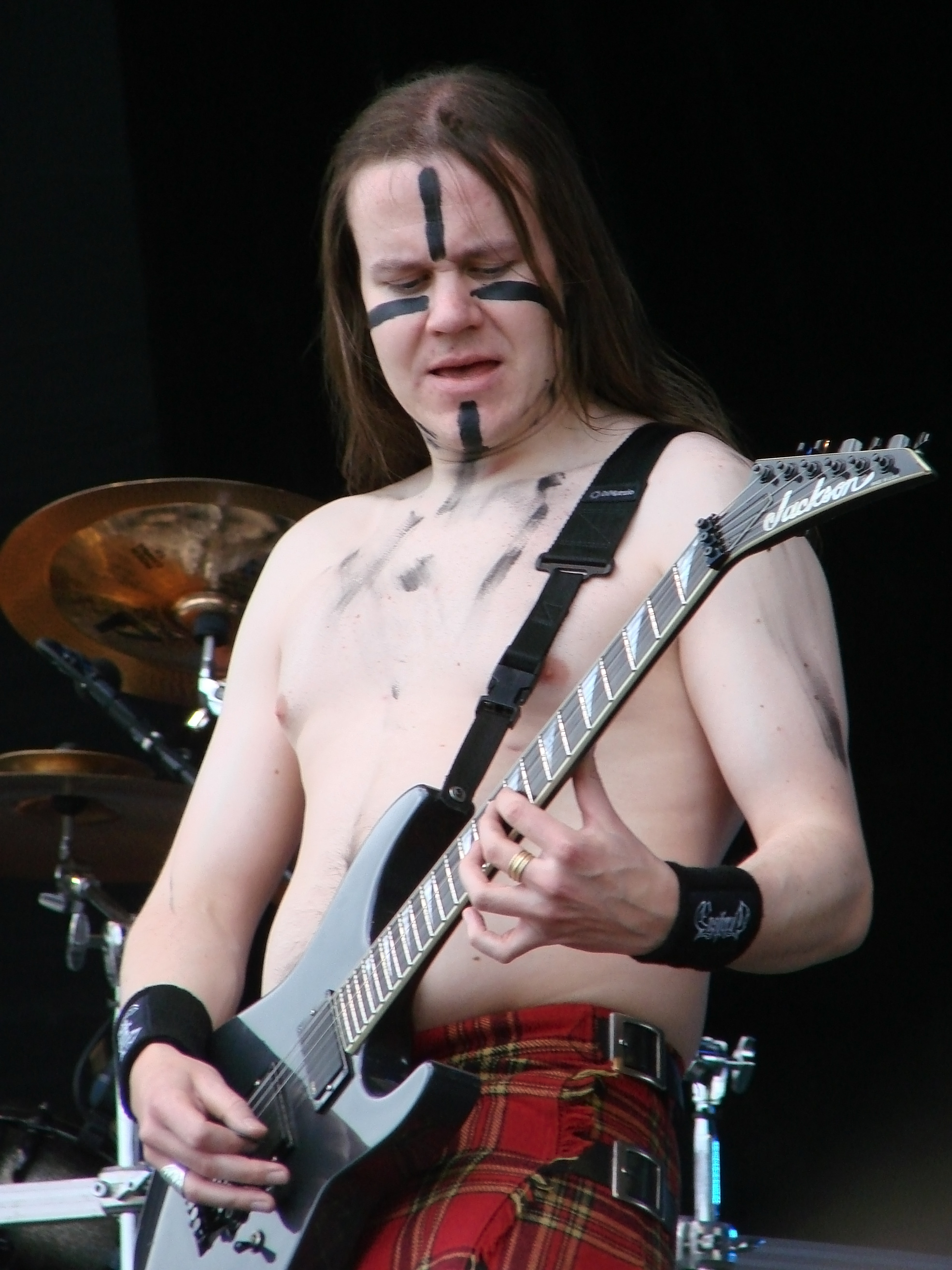
Markus Toivonen (* 1979)

- Toivonen, Nestori (1865–1927), finnischer Sportschütze
- Toivonen, Ola (* 1986), schwedischer Fußballspieler
- Toivonen, Pauli (1929–2005), finnischer Rallyefahrer
- Toivonen, Raimo Olavi (* 1953), finnischer Entwickler von Sprachanalyse, Sprachsynthese, Sprachtechnologie, Psychoakustik and digitale Signalverarbeitung
- Toivonen, Seppo (* 1957), schwedischer Skispringer